# Landry Allbright
Landry Allbright est une actrice américaine, née le 1er août 1989 à San Dimas, Californie (États-Unis).

## Filmographie

### Cinéma

#### Courts métrages
- 2011 : A Foolish Companion de Kryzz Gautier : Jesse
- 2012 : Palindrome de Ryan Cultrera : Nadia
- 2013 : Sonata in Blue de Kryzz Gautier : Riley

#### Longs métrages
- 1997 : Les Ailes de l'enfer (Con Air) de Simon West : Casey Poe
- 2000 : De toute beauté (Beautiful) de Sally Field : Summer
- 2000 : Le Grinch (How the Grinch Stole Christmas) de Ron Howard : Martha May Whovier à 8 ans
- 2012 : Last Hours in Suburbia de John Stimpson : Sorority Girl

### Télévision

#### Téléfilm
- 2012 : Une faute impardonnable (Last Hours in Suburbia) de John Stimpson : un membre d'un club d'étudiantes

#### Séries télévisées
- 1996 - 1997 : Amour, Gloire et Beauté (The Bold and the Beautiful) (28 épisodes) : Bridget Forrester [#5]
- 2000 : Invisible Man (The Invisible Man) (saison 1, épisode 04 : L'Ami imaginaire) : Jessica Semplar
- 2000 : Malcolm : Julie Houlerman
  - (saison 1, épisode 01 : Je ne suis pas un monstre)
  - (saison 1, épisode 09 : Ma mère, ce héros)
  - (saison 1, épisode 11 : Les Funérailles)
- 2000 : Spin City (saison 5, épisode 05 : Crise de foi) : Susie
- 2001 : Amy (Judging Amy) (saison 3, épisode 03 : La Montagne sacrée) : Abriana Franklin
- 2001 : Sept à la maison (7th Heaven) (saison 6, épisode 05 : Le Coup de foudre) : Christy Parks
- 2001 - 2002 : Will et Grace (Will & Grace) : Nancy
  - (saison 4, épisode 03 : Une cavalière pour Elliot)
  - (saison 4, épisode 21 : Un point partout, la balle au centre)
- 2003 : FBI : Portés disparus (Without a Trace) (saison 11, épisode 11 : Une petite ville bien tranquille) : Annie Miller
- 2003 : Six Feet Under (saison 3, épisode 08 : La Partie de paintball) : Mary Jane
- 2004 : Le Protecteur (The Guardian) (saison 3, épisode 14 : Une décision difficile) : Megan Tilden
- 2005 : À la Maison-Blanche (The West Wing) (saison 6, épisode 17 : Une bonne journée) : Elisha